# Julie Gregg
Pour les articles homonymes, voir Gregg.
Julie Gregg (née Beverly Marie Scalzo ; 24 janvier 1937 - 7 novembre 2016) était une actrice américaine de télévision, de cinéma et de théâtre.
Elle est surtout connue pour son interprétation de Sandra Corleone dans Le Parrain (1972). Elle a également été nommée pour le Tony Award de la meilleure actrice dans une comédie musicale pour son interprétation de Laurie Mannon dans la comédie musicale The Happy Time de 1968, réalisée par Gower Champion et mettant en vedette la musique de John Kander et Fred Ebb.

## Biographie
Gregg nait à Niagara Falls, New York, fille de Victoria (née Larocca) et Casper Louis Scalzo, des parents italiens.   Elle déménage en Californie grâce à une bourse pour étudier la musique à l'Université de Californie du Sud[réf. nécessaire].
Le premier rôle de Gregg à la télévision remonte à 1964, en tant qu'infirmière dans Navy de McHale . Elle joue des rôles dramatiques et comiques dans des émissions de télévision dans les années 1960, 1970 et 1980. Elle apparait dans Ma sorcière bien-aimée dans deux rôles d'invitée différents : dans "Double Split" (1966), saison 2, épisode 64, et dans "The Crone of Cawdor" (1967), saison 3, épisode 101. Dans le dernier épisode, elle joue une vieille sorcière qui vole la jeunesse d'hommes mortels lorsqu'elle les embrasse, ce qu'elle essaye mais ne réussit pas avec Darrin Stephens. Elle apparait dans les épisodes 33 et 34 de Batman en 1966, et joue une chanteuse de boîte de nuit dans le film Batman (1966).
En 1970, elle fait une apparition dans l'épisode « The Gift » de The Virginian (saison 8, épisode 24), incarnant une fille de saloon qui est ciblée par le partenaire d'un braqueur de banque qui meurt dans sa chambre après avoir caché son butin. Également en 1970, elle joue dans un épisode de Mannix intitulé « Fly, Little One » (saison 3, épisode 21), dans lequel elle incarne une des psychologues s'occupant de Pamelyn Ferdin, une petite fille souffrant de troubles mentaux. La petite fille est la cible de criminels qui pensent qu'elle a entendu leurs plans pour voler des obligations négociables à la clinique de psychologie. En 1971, elle apparait dans le rôle de Beth Wilson dans la saison 16, épisode 19 de la série western de longue date de CBS, Gunsmoke. Elle tient un rôle récurrent en tant qu'Abby Graham dans Banyon, une série policière de NBC diffusée de 1972 à 1973 ; dans ce drame d'époque, se déroulant à Los Angeles à la fin des années 1930, Abby Graham est une chanteuse de boîte de nuit essayant constamment d'encourager son petit ami, Banyon ( Robert Forster ), à s'installer et à l'épouser, mais en vain. En 1974, elle apparait dans l'épisode « Survival » de The FBI (saison 9, épisode 23), c'est le tout dernier épisode des neuf années de diffusion de la série. Elle joue Mme Sandra Taggart.
Parmi ses rôles d'invitée à la fin des années 1960 et au début des années 1970, on trouve deux épisodes distincts de Mission : Impossible, où elle joue à nouveau des personnages différents. En 1969, dans la saison 4, épisode 91 « Amnesiac », elle incarne Monique, une agente de la Force des Missions Impossibles . Il s'agit de la saison où la série n'avait pas d'agent féminin permanent car Barbara Bain, qui jouait Cinnamon Carter dans les saisons 1 à 3, avait démissionné, et Lesley Ann Warren, qui jouait Dana Lambert dans la saison 5, n'avait pas encore signé. Puis en 1970, dans la saison 5, Gregg joue Anna Kerkoska, la fille d'un premier ministre qui a besoin d'être sauvée, dans "Decoy", épisode 112. Anna est tombée amoureuse de Jim Phelps, qui la sauve en la conduisant de l'autre côté de la frontière dans une automobile spécialement équipée, au ras du sol, qui peut passer sous la porte frontière. Gregg joue également dans deux épisodes de la saison 2 de Hawaii Five-O : "Savage Sunday", dans le rôle d'une révolutionnaire, et "The One with the Gun", dans le rôle de l'épouse d'un homme abattu après une partie de cartes truquée.
En 1975, Gregg obtient un rôle principal dans la série dramatique de courte durée d'ABC, Mobile One. Elle joue Maggie Spencer, une rédactrice en chef d'un journal télévisé, dans les 11 épisodes avec sa co-star Jackie Cooper. L'émission est annulée en janvier 1976. En 1978, elle apparaît dans le rôle de Susan dans l'épisode « The Two-Million-Dollar Stowaway » de la série policière de NBC The Eddie Capra Mysteries, et dans le rôle d'Edna Clapper dans la mini-série de 1979 The Seekers.
Le dernier rôle de Gregg à la télévision est celui de Sally dans l'épisode « Thanksgiving » (1987) de la série Brothers de Showtime[réf. nécessaire].

## Rôles au cinéma
Le premier rôle crédité de Gregg au cinéma remonte également à 1967, dans From Hell to Borneo, qui est tourné aux Philippines. Elle reçoit la deuxième place dans ce film derrière George Montgomery. Elle joue le rôle de Sandra Corleone dans Le Parrain, et reprend son rôle dans Le Parrain 2, mais la scène est ensuite coupée. Cependant, elle apparaît dans la version télévisée de la saga Le Parrain.
Hormis une apparition non créditée en tant que chanteuse de boîte de nuit dans la version cinématographique de Batman de 1966, son seul rôle dans un film musical est celui d'Antonia, la nièce de Don Quichotte, dans L'Homme de la Mancha en 1972. Dans ce film, elle apparaît dans la chanson I'm Only Thinking of Him . Ses autres rôles au cinéma sont dans The Kill Reflex (1989), avec Fred Williamson et Maud Adams, et le thriller Dead On en 1994.

## Rôles sur scène
Gregg était également une actrice de théâtre et une chanteuse, une vétérante des tournées nationales de Fanny et Comment réussir en affaires sans vraiment essayer . Elle interprète également Julie LaVerne dans Show Boat en tournée en 1981[réf. nécessaire]..
Sa seule apparition à Broadway est celle de l'institutrice Laurie Mannon dans la production musicale de John Kander et Fred Ebb de 1968 , The Happy Time . Elle remplace Linda Bennett dans ce rôle juste avant l'ouverture à New York. Sa performance le jour de l'ouverture est bien accueillie par les critiques, qui notent sa « voix enchanteresse, son apparence et sa personnalité ». 
Gregg reçoit une nomination aux Tony Awards pour ses performances dans The Happy Time, dans la catégorie Featured, c'est-à-dire, dans un second rôle, actrice (comédie musicale). Son partenaire dans la comédie musicale, Robert Goulet, remporte cette année-là le Tony du meilleur acteur dans une comédie musicale,. Elle remporte un Theatre World Award pour la saison 1967-1968 pour sa première performance. 

## Décès
Gregg est décédée d'un cancer le 7 novembre 2016, à l'âge de 79 ans, à Van Nuys, en Californie. 

## Filmographie
| Film  | Film                           | Film                | Film                                                            |
| Année | Titre                          | Rôle                | Remarques                                                       |
| ----- | ------------------------------ | ------------------- | --------------------------------------------------------------- |
| 1964  | De l'enfer à Bornéo            | Marjorie Bellflower |                                                                 |
| 1966  | Batman                         | Finella             | Saison 1 Épisode 33                                             |
| 1970  | Le Virginien (série télévisée) | Sally Anne          | Saison 8 Épisode 24 (Le cadeau)                                 |
| 1972  | Le Parrain                     | Sandra Corleone     |                                                                 |
| 1972  | Homme de la Manche             | Antonia Quijana     |                                                                 |
| 1974  | Le Parrain 2                   | Sandra Corleone     | Non crédité                                                     |
| 1978  | Les mystères d'Eddie Capra     | Sarah Quinn         | Épisode : « Le passager clandestin à deux millions de dollars » |
| 1979  | Les chercheurs                 | Edna Clapper        |                                                                 |
| 1989  | Le réflexe meurtrier           | Nancy Gillespie     |                                                                 |
| 1994  | Mort sur                       | Jillian Marks       | (rôle final au cinéma)                                          |